# 全日本オールスター選抜大運動会
『全日本オールスター選抜大運動会』（ぜんにほんオールスターせんばつだいうんどうかい）は、1984年と1985年に日本テレビ系列で放送された特別番組（スポーツバラエティ番組）である。全4回。
本項では1985年に放送された特別版『晴れ姿 オールスタージャンボお正月大合戦』と『オールスターワールド水上フェスティバル』についても述べる。

## 概要
フジテレビ系列の『オールスター紅白大運動会』、TBS系列の『新春オールスター大運動会』に続く芸能人対抗運動会番組。
開始当初は参加芸能人を出身地別の「東日本」と「西日本」に分け、更に「東日本」は「北海道・東北」と「関東・信越」の2ブロック、「西日本」は「中部・北陸・近畿」と「中国・四国・九州」の2ブロックずつにわけ、計4ブロックで戦うものだった。
だがわずか2回で出身地別対抗は廃止、3回目は「紅組」（総監督：加藤茶）と「白組」（総監督：志村けん）に分け、更に紅組は「レッドトッシーズ」（キャプテン：田原俊彦）と「イエローグッバイズ」（キャプテン：THE GOOD-BYE）、「白組」は「グリーンマッチーズ」（キャプテン：近藤真彦）と「ブルーガッキーズ」（キャプテン：シブがき隊）のブロック別に変更、そして4回目はブロックも廃止して「紅組」「白組」対決としたが、この回を以て放送を終了した。
第1回と第2回は「江戸川区スポーツセンター」、第4回は「品川プリンスホテル」に当時存在した「ゴールドホール」で収録を行ったが、第3回は芸能人運動会では珍しい屋外、それも グアムで収録された。

### 特別版
本大会の特別版が2回行われた事があった。

#### 晴れ姿 オールスタージャンボお正月大合戦
開始1年後の1985年1月1日に放送。第4回に先駆けて「紅組」「白組」対決で行った。正月特番であるため、「障害物競争」のほか、「すごろく」などといった正月風のゲームも行った。

#### オールスターワールド水上フェスティバル
第3回放送後の17日後の1985年4月20日に『土曜トップスペシャル』枠で放送。第3回の舞台となったグアムで開催された水泳大会で、第3回の主な出場者が「トッシーズ」（キャプテン：田原俊彦）と「マッチーズ」（キャプテン：近藤真彦）に分かれ、屋外競泳場を使っての競泳や、 グアムの海岸などでのゲームで戦った。なお番組は第3回と2本撮りで行ったため、第3回放送分に「水上フェスティバル」のタイトルが書かれたボードが出ていたり、第3回の天候が晴天や雨天と一定していないという事が起こった。

## 放送リスト
| 回  | タイトル                                             | 放送日        | 放送時間（JST）   | 備考                                    |
| --- | ---------------------------------------------------- | ------------- | ----------------- | --------------------------------------- |
| 1   | 全日本オールスター選抜大運動会                       | 1984年1月1日  | 日曜15:00 - 16:55 | [ 2 ]                                   |
| 2   | 第2回全日本オールスター選抜大運動会                  | 1984年10月3日 | 水曜19:00 - 20:54 | 初のゴールデンタイム放送                |
| SP1 | 晴れ姿 オールスタージャンボお正月大合戦              | 1985年1月1日  | 水曜14:00 - 15:55 |                                         |
| 3   | 第3回全日本オールスター選抜大運動会 〜豪華グアム編〜 | 1985年4月3日  | 水曜19:00 - 20:54 | グアムで開催                            |
| SP2 | オールスターワールド水上フェスティバル               | 1985年4月20日 | 土曜19:30 - 20:54 | グアムで開催 『土曜トップスペシャル』枠 |
| 4   | 第4回全日本オールスター選抜大運動会                  | 1985年10月9日 | 水曜19:00 - 20:54 |                                         |

（参考：『読売新聞 縮刷版』読売新聞社、1984年1月1日 - 1985年10月9日。ラジオ・テレビ欄）

## 出演者

### 総合司会
- 福留功男（当時日本テレビアナウンサー。*1・*3・SP1・SP2）
- 徳光和夫（当時日本テレビアナウンサー。*2）
- おりも政夫（*4）
- あのねのね（*4）

### 実況
- 倉持隆夫（当時日本テレビアナウンサー。*1）
- 福留功男（*3、SP1、SP2）
- 徳光和夫（*2）
- 今井伊佐男（*4）

### 進行役
- 福留功男（*1）
- おりも政夫(*2、*3、*4、SP1、SP2）
- 高見知佳（SP2）
- あのねのね（*4）
- 木村優子（当時日本テレビアナウンサー。*3、*4、SP1、SP2）

### 解説者
- ジャンボ鶴田（*1）
- 青田昇（*3、*4、SP2）
- 板東英二（SP1）
- 研ナオコ（*3）
- 田原俊彦（*4）

## 開会式
開会式は、まず総合司会の「選手入場」の掛け声と共に、全選手がチーム別に分かれて入場門から入場、全員が整列したところで開会宣言を行い、最後は選手代表による選手宣誓を行って終りとなる。
第2回からは選手宣誓の前に「聖火入場」が行われた。聖火ランナーと伴走者は次の通り。
| 回 | 聖火ランナー            | 伴走者                               |
| -- | ----------------------- | ------------------------------------ |
| 2  | 近藤真彦 中森明菜       | （なし）                             |
| 3  | 田原俊彦 早見優         | シブがき隊                           |
| 4  | 薬丸裕英 （シブがき隊） | 布川敏和 本木雅弘 （以上シブがき隊） |

- 第2回と第4回の聖火はフジテレビ版と同じく、赤い布で表現したが、第3回は屋外であるため本物の炎で表現した。
- 第4回は番組冒頭、オリンピア風のセットで恭しく「採火式」を行い、聖火が灯ったトーチを受け渡された薬丸が伴走の布川・本木と共に、会場まで走りぬくという演出で行った。

## その他
- エンディングテーマは毎回変わっており、最終回となる第4回は『24時間テレビ 「愛は地球を救う」』の当時のテーマ『LOVE SAVES THE EARTH』（作曲：大野雄二）だった。